# 1264

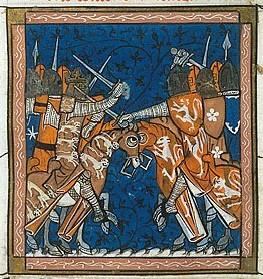
Tweede Baronnenoorlog

Het jaar 1264 is het 64e jaar in de 13e eeuw volgens de christelijke jaartelling.

## Gebeurtenissen
- Koeblai Khan neemt Ariq Boke gevangen, daarmee de burgeroorlog tussen beiden over de opperheerschappij in het Mongoolse Rijk beëindigend.
- Obizzo II d'Este wordt geïnstalleerd als heerser van Ferrara voor het leven. Begin van het markgraafschap Ferrara.
- 12 mei - Slag bij Lewes: Simon de Montfort verslaat koning Hendrik III van Engeland in de Tweede Baronnenoorlog. De koning wordt gedwongen een groot deel van zijn macht aan Montfort over te dragen. Montfort roept het eerste Engelse Parlement bijeen.
- Phagspa wordt door de Mongolen naar Tibet teruggezonden. Begin van de overheersing van Sakya in Tibet.
- In de bul Transiturus de hoc mondo stelt paus Urbanus IV Sacramentsdag in als officiële feestdag voor de Katholieke Kerk.
- In de brief of bul Exultavit cor nostrum roept paus Urbanus IV de Mongoolse leider Hülagü op zich tot het christendom te bekeren. (jaartal bij benadering)
- De Gamli sáttmáli bevestigt de Noorse overheersing over IJsland.
- Graafschap Vianden wordt een leengoed van graafschap Luxemburg.
- Merton College, Oxford wordt opgericht.
- oudst bekende vermelding: Honswijk (7 februari), Kola

## Opvolging
- patriarch van Antiochië (Syrisch-orthodox) - Ignatius IV Yeshu als opvolger van Johannes XII bar Madani
- Dominicanen (magister-generaal) - Giovanni da Vercelli in opvolging van Humbert de Romans
- Litouwen - Treniota opgevolgd door zijn neef Vaišvilkas
- Pommeren-Demmin - Wartislaw III opgevolgd door Barnim I van Pommeren-Stettin
- Song (Zuid-China) - Song Lizong opgevolgd door zijn neef Song Duzong

## Afbeelding

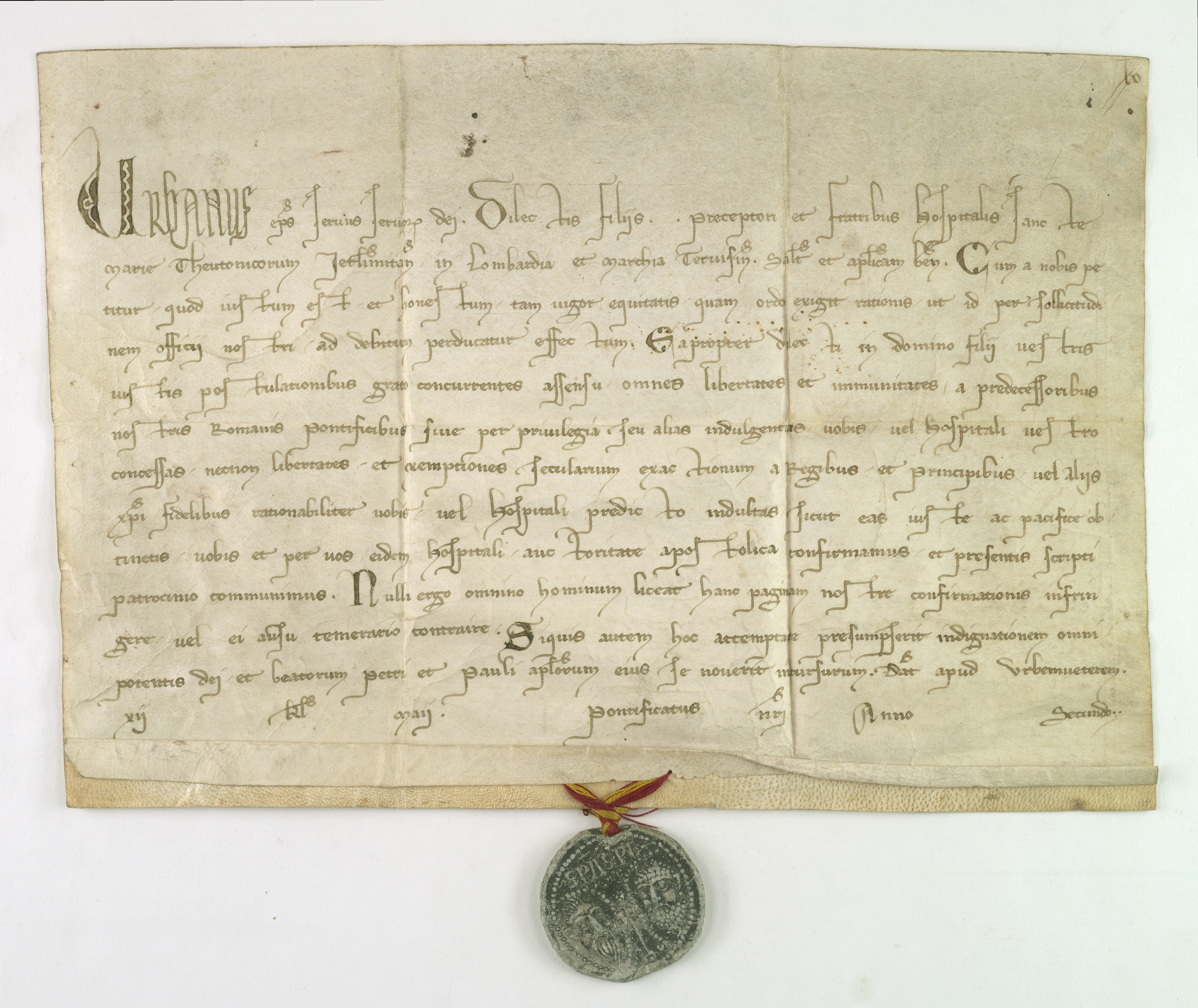
Een bul van Urbanus IV
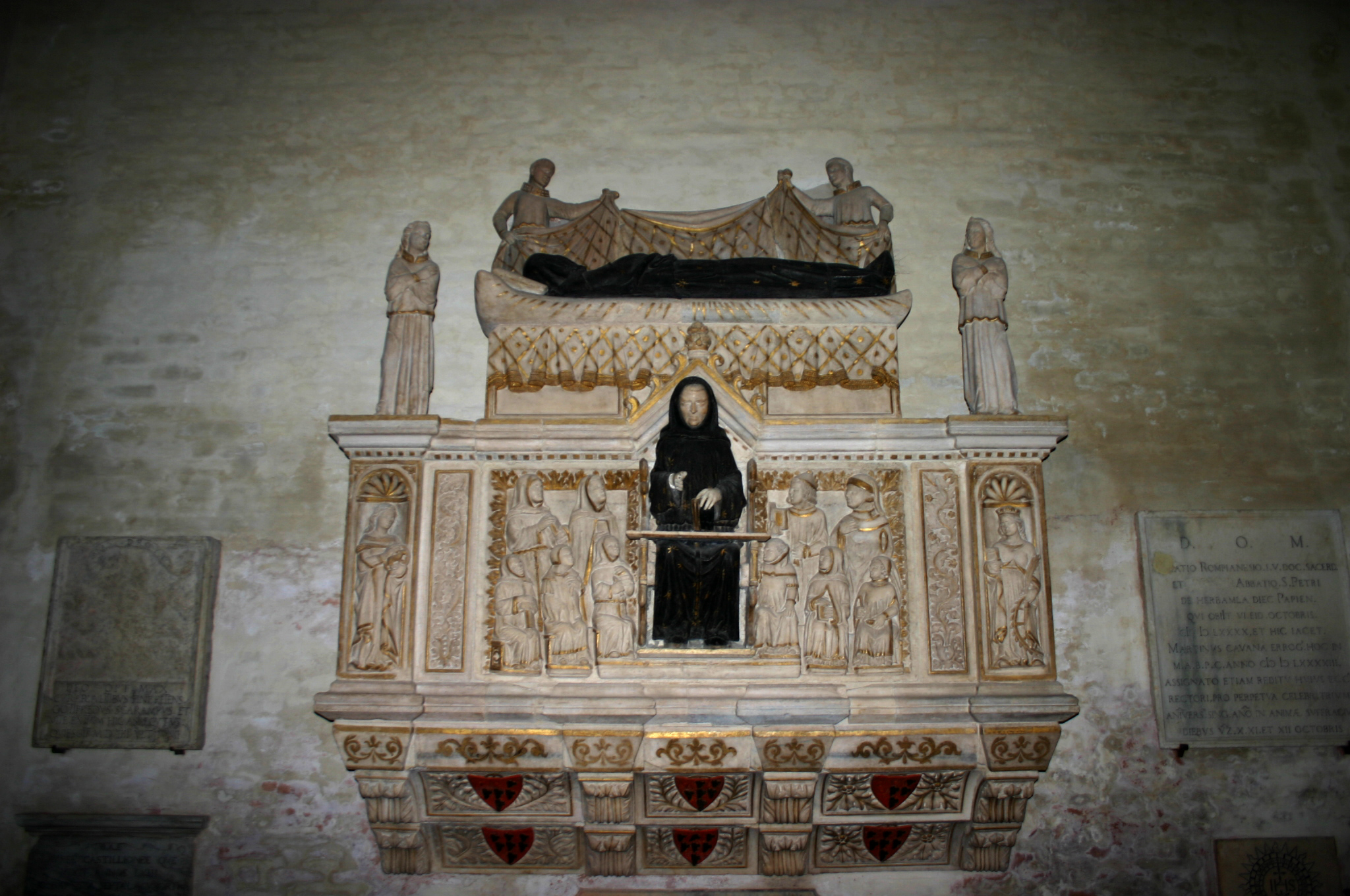
grafmonument voor Lanfranco Settala
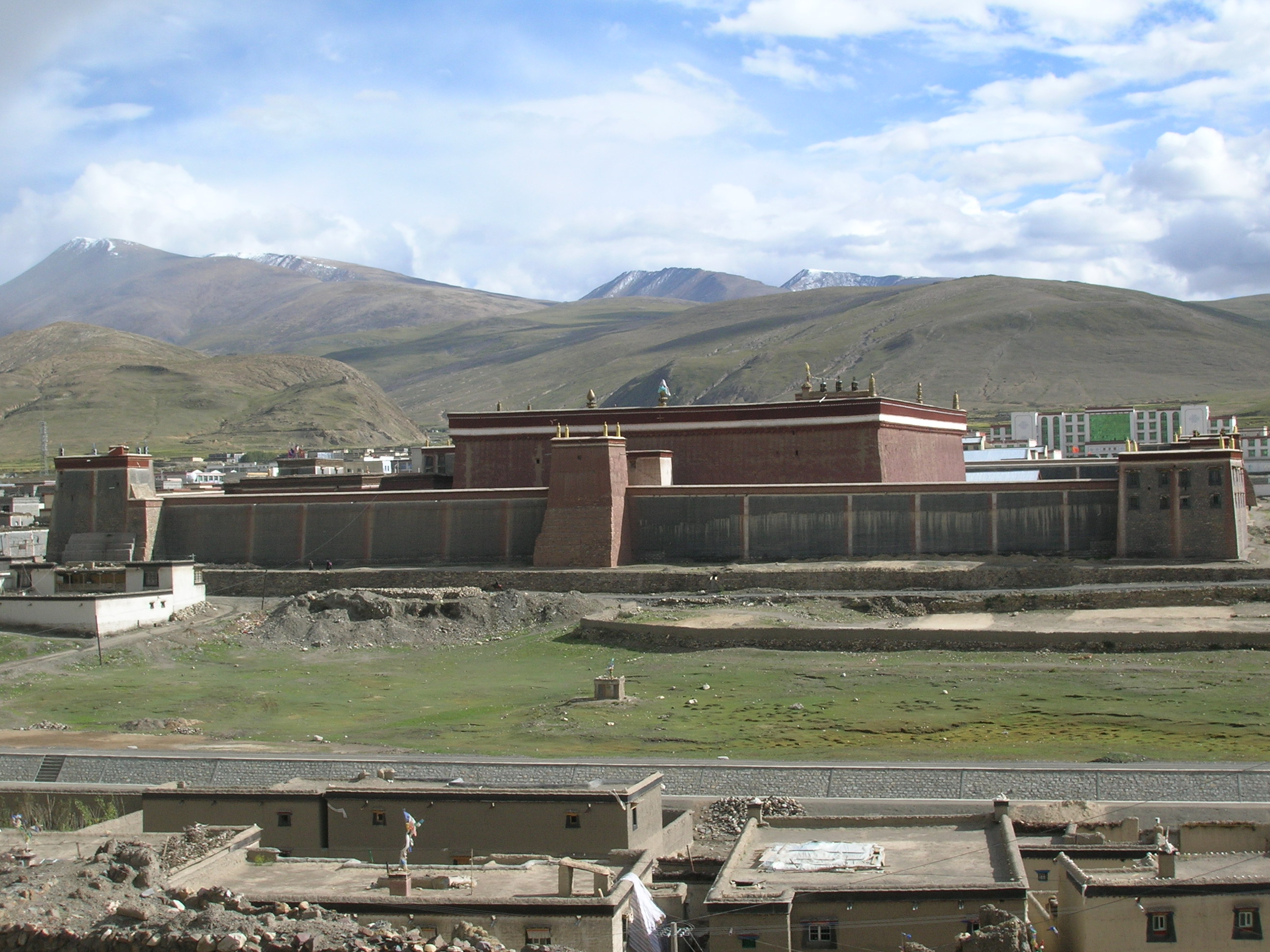
Het Sakyaklooster

## Geboren
- 25 mei - Koreyasu, shogun (1266-1289)
- Clemens V, paus (1305-1314) (jaartal bij benadering)
- Otto III, bisschop van Münster (jaartal bij benadering)

## Overleden
- 2 oktober - Urbanus IV, paus (1261-1264)
- Daniel, vorst en koning van Galicië-Wolynië (1205/1253-1264), grootvorst van Kiev (1240-1264)
- Jan II van Beiroet, Jeruzalems edelman
- Lanfranco Settala, Milanees geestelijke
- Song Lizong (~59), keizer van China (1224-1264)
- Treniota (~54), grootvorst van Litouwen (1263-1264)
- Wartislaw III, hertog van Pommeren-Demmin
- Willem I van Horne, Brabants edelman
- Gonzalo de Berceo, Castiliaans dichter (jaartal bij benadering)
- Vincent van Beauvais, Frans encyclopedist (jaartal bij benadering)